# Hawaiki nui va'a
L'Hawaiki nui va'a è una competizione internazionale per canoe polinesiane (va'a in tahitiano) che si disputa ad ottobre di ogni anno tra le isole di Huahine, Raiatea, Tahaa e Bora Bora, nell'arcipelago delle isole Sottovento, nella Polinesia francese.

## Storia
Ispirata all'analoga competizione hawaiana Molokai hoe, l'Hawaiki Nui Va'a (il cui nome significa "la grande Hawaiki per canoe") fu disputata per la prima volta nel 1992 ed era riservata ad equipaggi maschili. Tre anni più tardi furono ammessi anche gli equipaggi femminili e nel 1998 quelli giovanili.

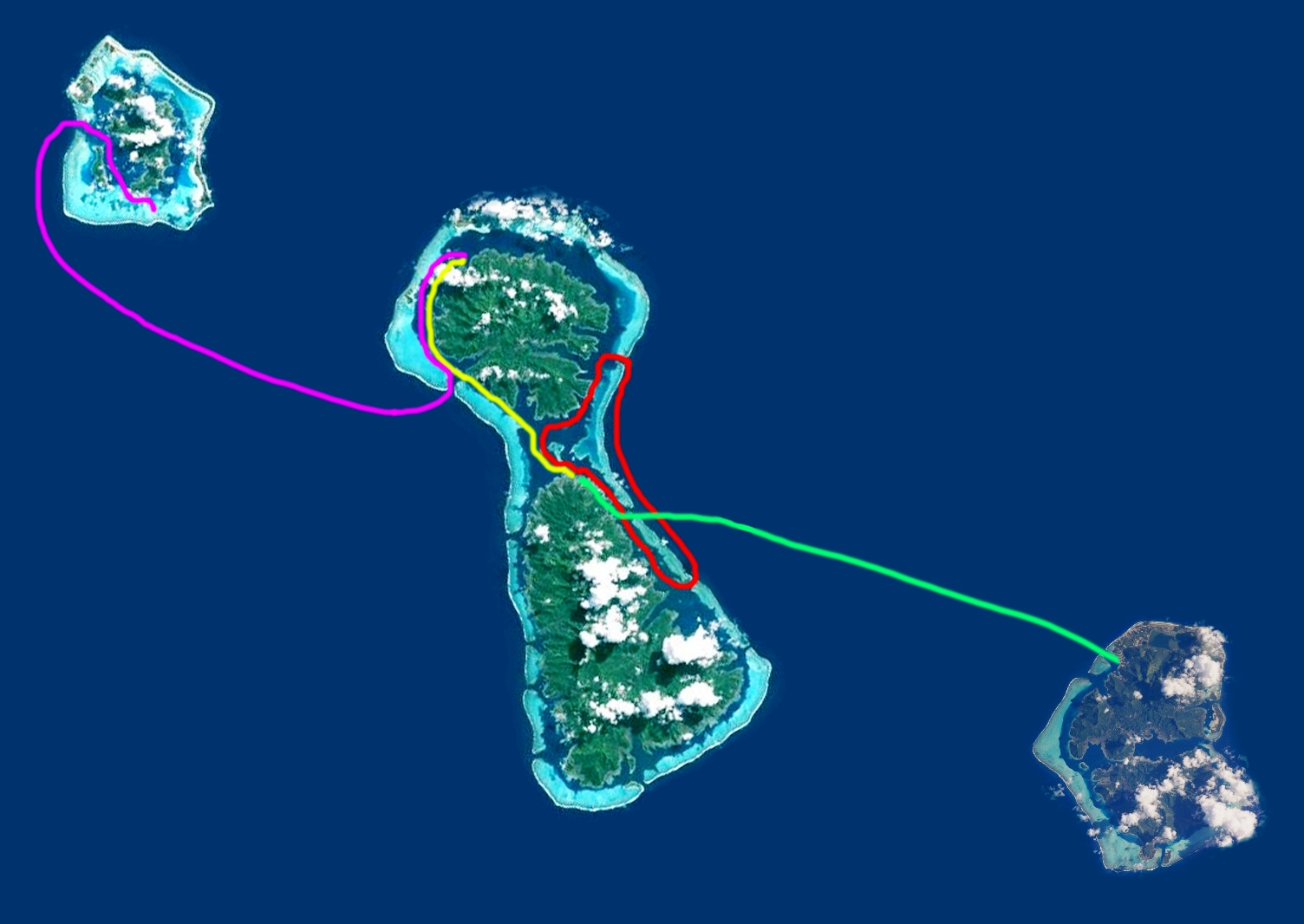
Il percorso dell'Hawaiki Nui Va'a:
- per la competizione maschile sono segnate in verde la prima tappa da Huahine a Raiatea, in giallo la seconda da Raiatea a Tahaa e in viola la terza da Tahaa a Bora Bora;
- l'unica tappa delle competizioni femminile e giovanile è segnata in rosso

## Svolgimento
Lo svolgimento della competizione, la cui durata e lunghezza dipende dalle condizioni meteorologiche annuali dell'Oceano Pacifico, si differenzia proprio a seconda del sesso e dell'età dei partecipanti.
Per gli uomini la distanza media da percorrere è pari a 124,5 km su un tempo di circa 10 ore, ripartito in tre tappe, che vengono disputate una per giorno:
- la prima tappa va da Huahine a Raiatea, per una distanza di 44,5 km. La partenza avviene sulla spiaggia del principale centro di Huahine, Fare, da cui le imbarcazioni attraversano la baia di Cook, escono dalla barriera corallina che circonda l'isola e quindi entrano in mare aperto alla volta di Raiatea. Dopo quasi tre ore di traversata verso nord ovest, le va'a entrano nella laguna che circonda Raiatea e la vicina Tahaa, si immettono nella baia di Vairahi e quindi, procedendo verso nord, concludono la tappa sulla spiaggia di Uturoa, il centro principale di Raiatea. Il record di percorrenza di questa tappa si aggira sulle 3 ore e 30 minuti;
- la seconda tappa va da Raiatea alla vicina Tahaa e si svolge interamente all'interno della barriera corallina che circonda le due isole. È la tappa più breve, coprendo un percorso di 22 km. Le imbarcazioni partono dalla spiaggia di Uturoa, remano verso nord-est attraversano la baia di Apu (che separa Raiatea da Tahaa) e quindi fiancheggiano la costa orientale di Tahaa, terminando il percorso a Patio, il centro principale di quest'isola. Il record di percorrenza di questa seconda tappa è di circa 2 ore;
- la terza e ultima tappa va da Tahaa a Bora Bora, per una distanza di ben 58 km. Le imbarcazioni ripartono da Patio e fiancheggiano nuovamente la costa orientale di Tahaa, anche se stavolta verso sud. Entrate nella baia di Hurepiti, le va'a escono dalla barriera corallina, guadagnano il mare aperto e procedono verso nord-est alla volta di Bora Bora, descrivendo una rotta a semicerchio. Giunte in prossimità di Bora Bora, le canoe entrano nella laguna passando dallo stretto di Teavanui, l'unico punto in cui la barriera corallina che circonda l'isola si interrompe. Attraversano quindi la baia di Povaie e terminano in prossimità del capo più a sud dell'isola, sulla spiaggia di Matira. Il record di percorrenza è di 4 ore e 20 minuti.

La competizione femminile (chiamata Hawaiki Nui Va'a Hine) e quella giovanile (Hawaiki Nui Va'a Taure'a) si svolgono invece in una sola tappa, disputata in un circuito che si snoda per 45 km tra le isole di Tahaa e di Raiatea, con partenza e arrivo presso il centro principale di quest'ultima, Uturoa. Da qui le imbarcazioni attraversano la baia di Apu e procedono verso nord-ovest, fiancheggiando la costa occidentale di Tahaa. Superate le baie di Haamene, Fahaa e Raei, le va'a virano a ovest, si immettono in mare aperto e quindi procedono verso sud, costeggiando la barriera corallina. Rientrano quindi nella laguna presso la baia di Faaora, lungo la costa occidentale di Raiatea, la quale viene poi fiancheggiata verso nord, fino a tornare a Uturoa dopo un percorso di 45 km.

## Partecipanti
All'Hawaiki Nui Va'a partecipano rematori (in media circa 2.000 persone) da ogni parte del mondo. Oltre a quelli della Polinesia francese (presso la quale è uno dei maggiori eventi sportivi) e delle altre isole dell'Oceania, si presentano solitamente ai nastri di partenza sportivi provenienti dagli Stati Uniti (soprattutto Hawaii e California), Nuova Zelanda e Nuova Caledonia; vi hanno preso parte anche equipaggi tedeschi e slavi. Nell'edizione del 2018 partecipò, per la prima volta, un equipaggio completamente italiano composto da pagaiatori provenienti da Trento, Milano, Vicenza e Firenze : Luca e Federico Barnaba, Mauro Rossetti, Antonio Loria, Piero Codevilla, Andrea Boeche, Bruno Fedi, Tommaso Cardinale, Giancarlo Miolla

## Galleria d'immagini

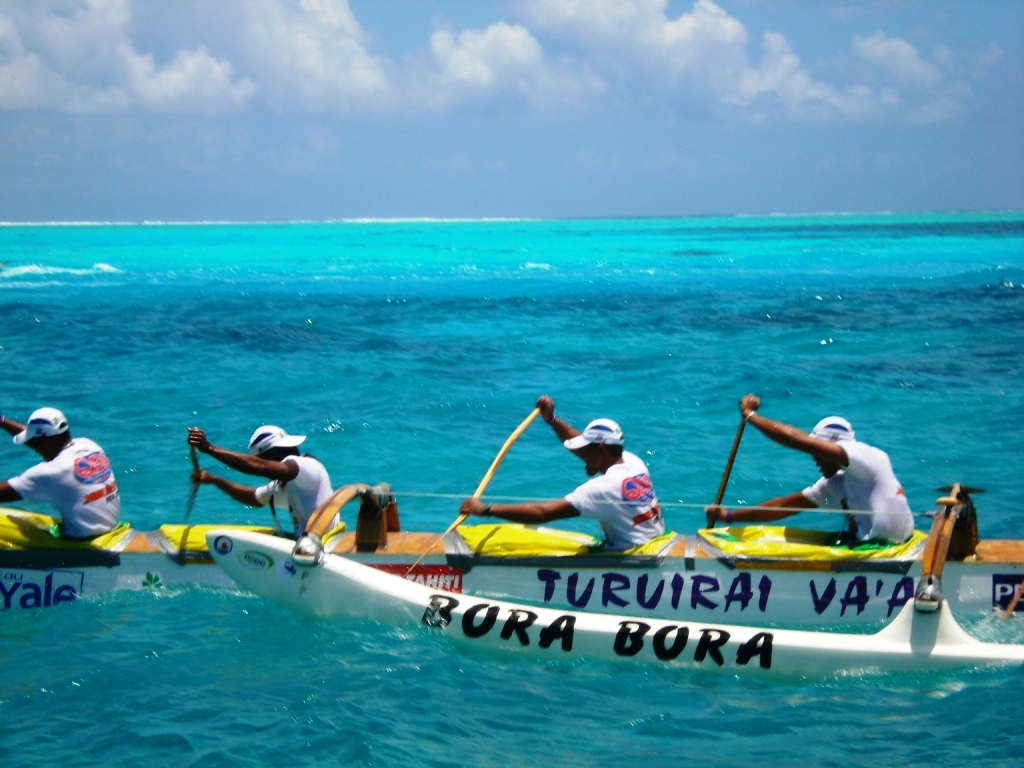
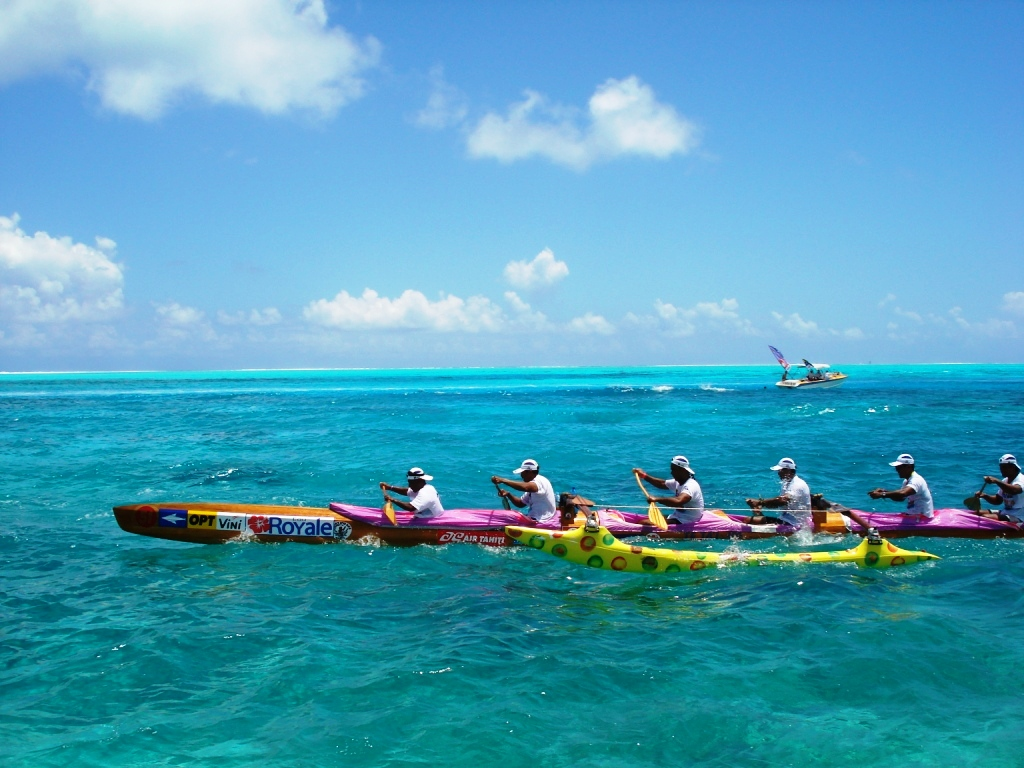
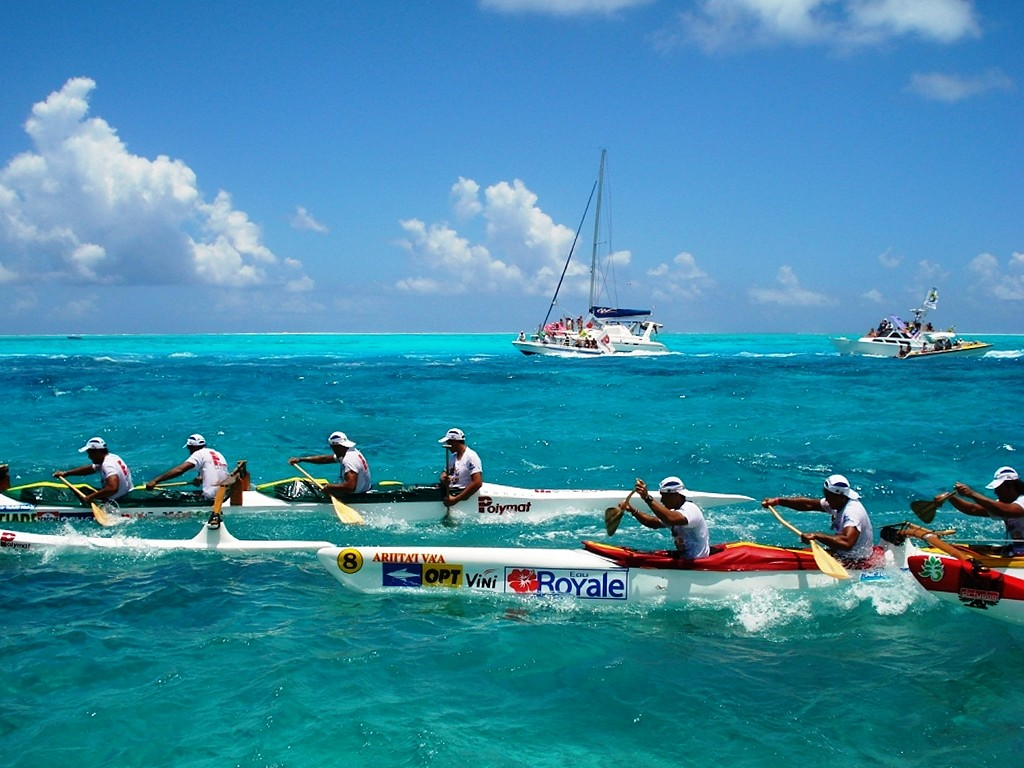
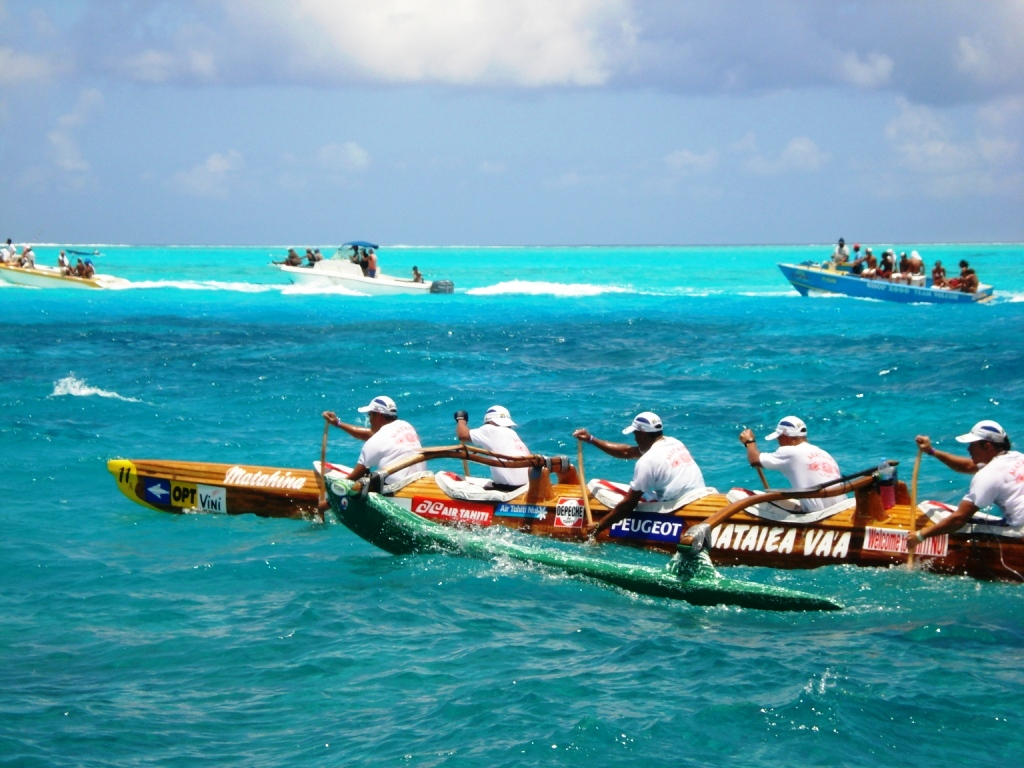